# Alkétasz Panagúliasz
Alkétasz Panagúliasz (görögül: Αλκέτας Παναγούλιας; Szaloniki, 1934. május 30. – 2012. június 18.) görög labdarúgóedző, korábban labdarúgó.
A görög labdarúgó-válogatott az ő irányításával jutott ki először Európa-bajnokságra (1980), illetve világbajnokságra (1994).

## Pályafutása

### Klubcsapatban
Szülővárosa csapatában az Árisz Theszaloníkiben játszott 1951 és 1962 között, ezt követően az Egyesült Államokba költözött.

### Edzőként
Miközben a New York-i egyetemen folytatott tanulmányokat, belekezdett az edzősködésbe. A Greek American Atlas volt az első csapata, mellyel három alkalommal (1967, 1968, 1969) nyerte meg az National Challenge Cup-ot. Ezt követően visszatért Athénba és a görög válogatott segédedzője lett 1972-ben. Egy évvel később kinevezték szövetségi kapitánynak. 1973 és 1981 között irányította a nemzeti csapatot, ezalatt kijutottak az 1980-as Európa-bajnokságra.
1981 és 1983 között az Olimbiakósz vezetőedzője volt, mellyel 1982-ben és 1983-ban is görög bajnoki címet szerzett, majd visszatért az Egyesült Államokba, ahol az amerikai válogatott szövetségi kapitányi posztját kapta meg 1983-ban. Az 1984-es Los Angeles-i olimpián szintén ő irányította az amerikai olimpiai válogatottat. Ezután, 1985-ben ismét az Olimpiakósz vezetőedzője lett és 1987-ben újabb bajnoki címmel gazdagodott.
Ezt követően edzősködött az Árisz (1987–1990) és a Levadiakósz (1991–1992) csapatainál is. 1992 és 1994 között második ciklusát töltötte a görög válogatott élén és kivezette a nemzeti csapatot az 1994-es világbajnokságra, ami történetük első vb-részvétele volt. Bár ebben az időben nagyon népszerű volt a görög szurkolók körében, a gyenge világbajnoki szereplés miatt távoznia kellett. A későbbiekben az Iraklísz (1997) és az Árisz (1998–1999) csapatait
edzette.

### Az edzősködésen kívül
Miután visszavonult az edzősködéstől, 2002-ben kinevezték az Árisz labdarúgócsapatának elnöki posztjára. A 2004-es athéni olimpiai játékok idején helyi szervezőként dolgozott a labdarúgótorna lebonyolításában. 2007 novemberében adták ki Görögországban az önéletrajzi könyvét.
Szaloniki város önkormányzatának tagjává választották és jelöltként indult a görög parlamenti, illetve az Európai Parlamenti tisztségért 1993-ban.
Az Amerikai labdarúgó-szövetség hírességek csarnokának a tagja. Róla nevezték el 2014-ben az utcát, ahol az Árisz stadiona található .

## Sikerei, díjai

### Edzőként
Greek American Atlas
- National Challenge Cup (3): 1967, 1968, 1969

Olimbiakósz
- Görög bajnok (3): 1980–81, 1981–82, 1982–83

## Külső hivatkozások
- The Long, Hard Struggle to Mold an American Team (angol nyelven). NYtimes.com
- Alkis Panagoulias, former Greece and U.S. soccer coach, dies at age 78 (angol nyelven). washingtonpost.com
- Blatter expresses sadness over Panagoulias passing (angol nyelven). FIFA.com. [2018. április 21-i dátummal az eredetiből archiválva]. (Hozzáférés: 2018. április 21.)
- Team America Is Taking Shape (angol nyelven). NYtimes.com
- OBITUARY: Alkis Panagoulias (1934-2012) (angol nyelven). socceramerica.com